# 枕崎警察署
枕崎警察署（まくらざきけいさつしょ）は、鹿児島県枕崎市にある、鹿児島県警察の警察署である。枕崎市の全域を管轄区域としている。

## 概要
- 所在地：鹿児島県枕崎市中央町189番
- 管轄区域：鹿児島県枕崎市

## 組織
- 署長
- 副署長
- 警務課
- 会計課
- 生活安全刑事課
- 地域課
- 交通課
- 警備課

## 交番
| 交番 | 所在地   | 所在地   |
| 交番 | 市町村名 | 町・字名 |
| ---- | -------- | -------- |
| 中央 | 枕崎市   | 中町     |

## 周辺
- 薩摩酒造
- 枕崎市給食センター